# 梁秉治
梁秉治（1925年—1999年），山东乐陵人，中国人民解放军将领、中国人民解放军中将。
1988年，授予中国人民解放军中将，曾任总政治部直属工作部部长。